# 長野県道346号五味池高原線
長野県道346号五味池高原線（ながのけんどう346ごう ごみいけこうげんせん）は、長野県須坂市の五味池高原から国道406号交点に至る一般県道である。

## 概要

### 路線データ
- 起点 : 五味池高原
- 終点 : 須坂市小山（南原町東交差点＝国道406号交点）
- 延長 : 19.9km

## 路線状況

### 道路施設
- 明光寺橋（須坂市豊丘）
  - 全長 : 17.4m
  - 幅員 : 16.0m

奈良川に架かる橋梁。

### 冬期通行止区間
- 須坂市五味池高原（起点） - 須坂市豊丘上原：12.9km
  - 11月中旬 - 翌年5月中旬

この区間は通年大型車通行止となっている。

## 地理

### 通過する自治体
- 長野県
  - 須坂市

### 交差する道路
- （須坂市豊丘付近）
  - 長野県道349号米子須坂線
- 南原町東交差点（須坂市小山＝終点）
  - 国道406号（大笹街道）
  - 須坂市道（公園通り）

### 沿線
- 五味池高原